# Axiodes cosmeta
Axiodes cosmeta là một loài bướm đêm trong họ Geometridae.